# サヤン山脈
座標: 北緯53度15分07秒 東経94度58分28秒 / 北緯53.25194度 東経94.97444度

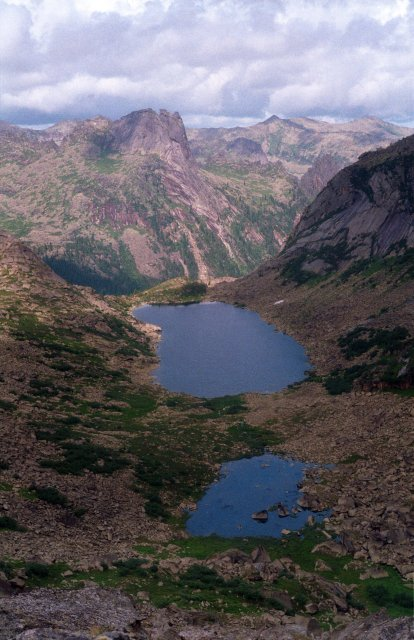
Lake of mountain spirits
Western Sayan, Ergaki mountains（ロシア語版）

サヤン山脈（サヤンさんみゃく、ロシア語: Саянские горы、モンゴル語: Соёны нуруу、ブリヤート語: Саяан уула、トゥバ語: Саян даглар、ハカス語: Хан-Тигір сын）は、ロシア連邦・シベリア南部、モンゴル国との国境付近にある山脈。アルプス・ヒマラヤ造山帯に属する褶曲山地である。
大きく東サヤン山脈と西サヤン山脈に分けられる。東サヤン山脈は、バイカル湖西側（海抜約3500mの最高峰がある）から北西に、ミヌシンスク盆地の東側まで延びる。ロシア連邦の地方区分としてはブリヤート共和国からイルクーツク州、トゥヴァ共和国にまたがる。南にフブスグル湖がある。

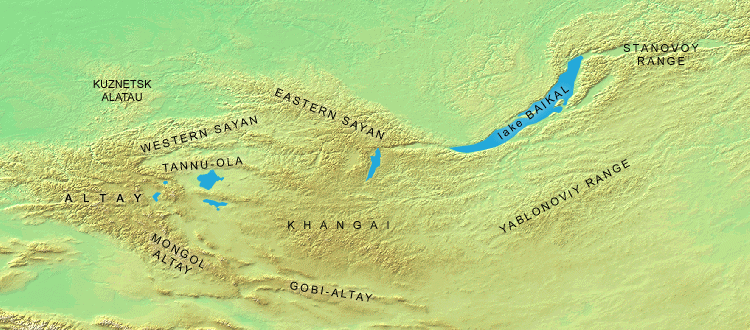
ロシア、カザフスタン、モンゴルから中国にかけての山岳

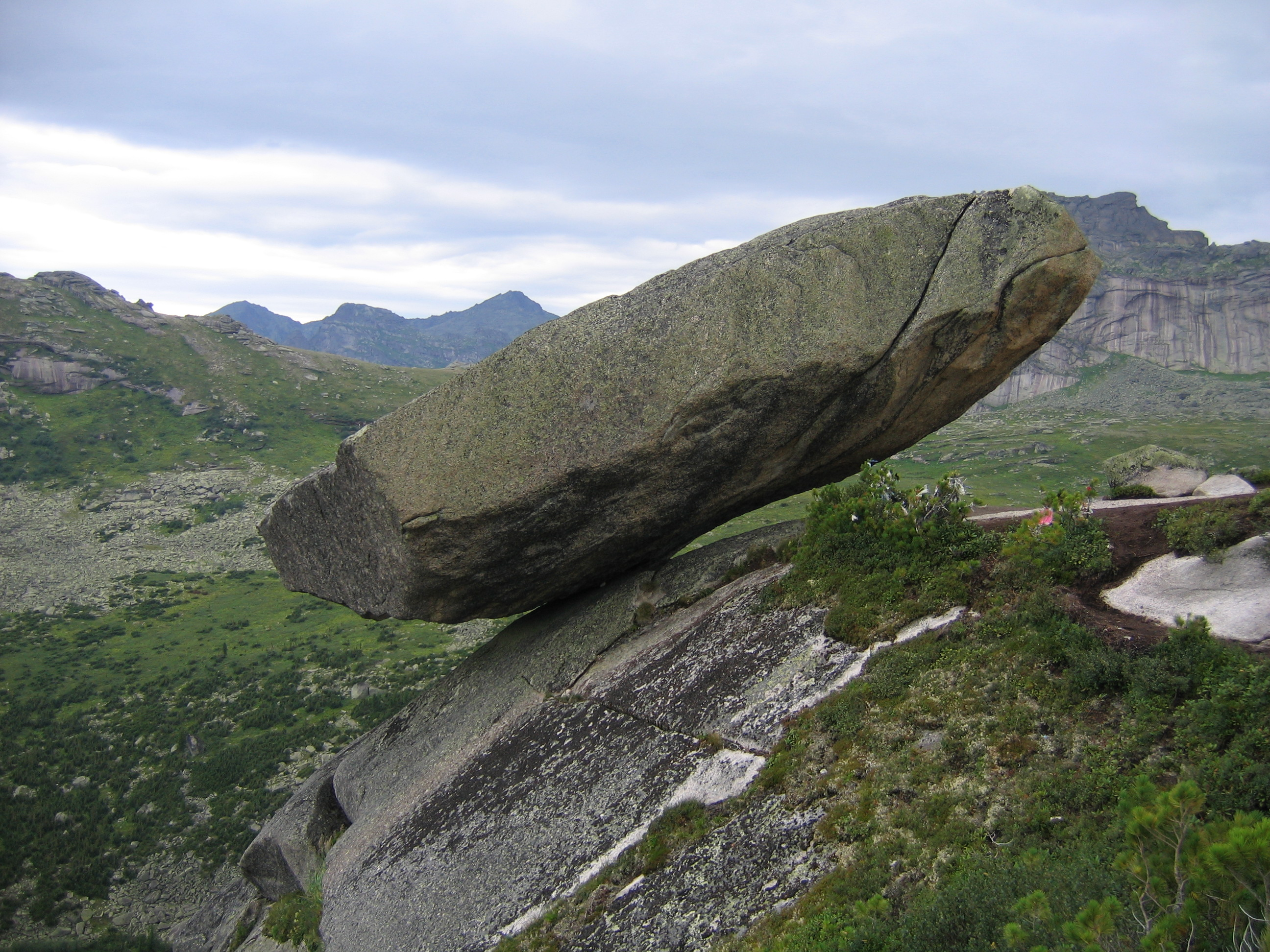
西サヤン山脈のエルガキ山にある"The Hanging Rock"

西サヤン山脈は東サヤン山脈の西部から南西に連なり、アルタイ山脈につながる。地方区分としてはハカス共和国とトゥヴァ共和国の境に位置する。エニセイ川上流部が西サヤン山脈を貫き、サヤノシュシェンスカヤダムがある。西サヤン山脈周辺には、ru:Кузнецкий Алатау山脈とタヌ・オラ山脈がある。
最高峰は東サヤンのムンクサルディク山である。